# Марк Минуций Терм
Марк Минуций Терм е претор през 81 пр.н.е. и пропретор на провинция Азия за следващата година, като наследява Мурена.
Завладяването на Митилена става по време на неговото управление; Митилена се е вдигала на въстание срещу Рим и е заподозряна в активно и тайно подпомагане на т.нар. киликийски пирати. Светоний приписва победата на Терм, но обсата може би е ръководена съвместно с Л.Лициний Лукул. Много малко освен това се знае за неговия живот и кариера.
Юлий Цезар започва своята военна служба под командването на Терм след опрощаването от страна на Сула по време на проскрипциите от 82 г. пр.н.е.  Именно Терм е този, който изпраща младия Цезар като легат в двора на Никомед IV във Витиния, за да поиска помощ за изграждането на флот.
Макар че Терм е привърженик на Сула, през 86 пр.н.е. неговият по-малък брат Квинт е легат в Азия под назначението на неговия съперник Марий. Квинт замества Фимбрия след неговия метеж.